# 요제프 스튐펠
요제프 스튐펠(슬로바키아어: Jozef Stümpel, 1972년 7월 20일~)은 슬로바키아의 은퇴한 아이스하키 선수로 포지션은 센터이다. 내셔널 하키 리그(NHL)의 보스턴 브루인스, 로스앤젤레스 킹스, 플로리다 팬서스 소속으로 뛰었으며, NHL 통산 957경기 출전했다.
국제 대회에 슬로바키아 국가대표로 참가하였으며, 올림픽에 3번(2002년, 2006년, 2010년) 출전했다. 또한 2002년 세계 아이스하키 선수권 대회에서 슬로바키아의 사상 첫 우승에 기여했다.

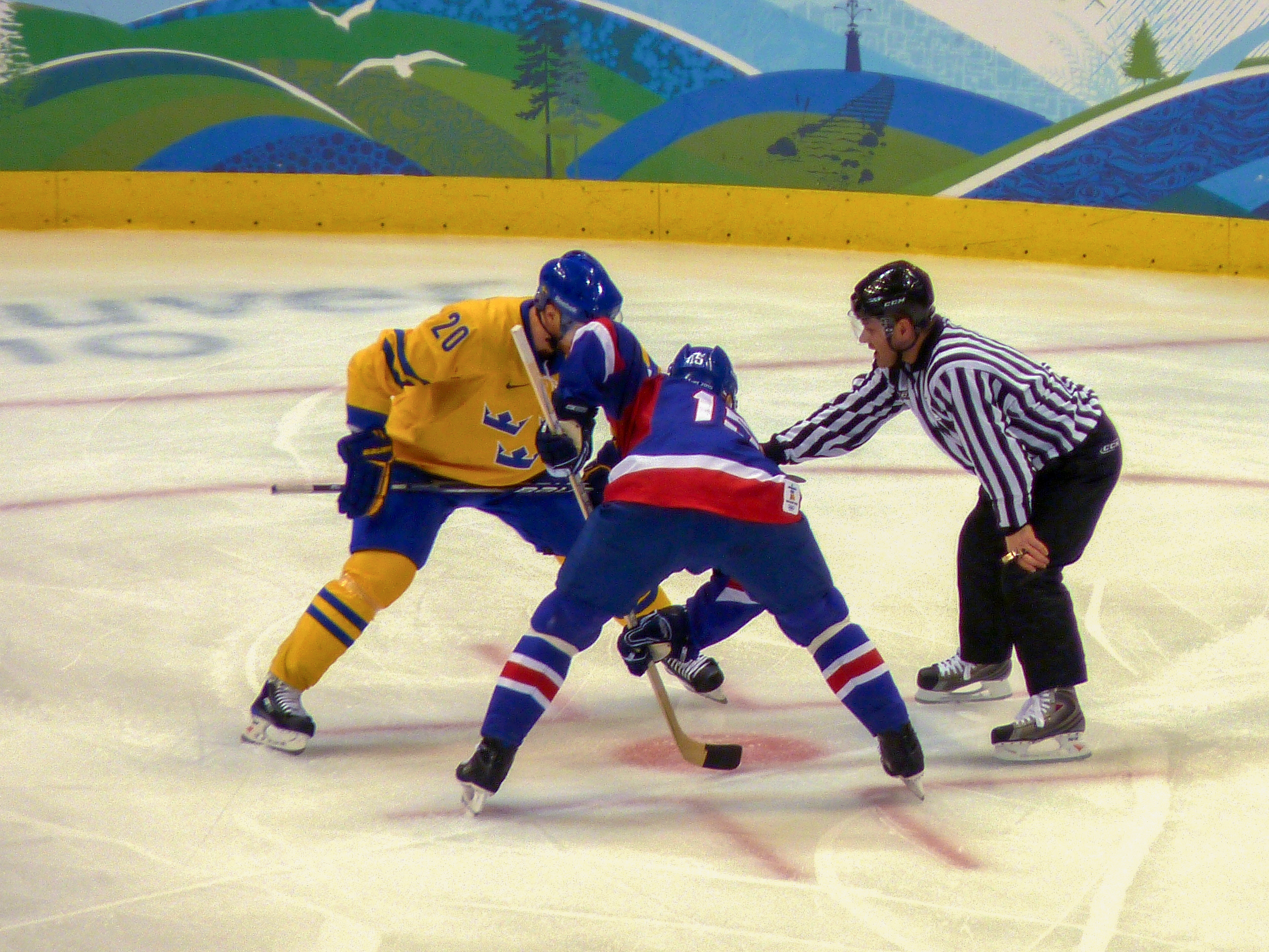
2010년 동계 올림픽 스웨덴전 당시 헨리크 세딘과 페이스 오프 중인 스튐펠(파랑 유니폼)